# レズリー・ラングリー
レズリー・ラングリー（Lesley Langley、1944年3月26日 - ）は、英国の女性モデル。ミス・ワールド1965として知られる。

## 経歴
1944年3月26日、ドーセット州ウェイマスに生まれる。1950年代、バークシャー州ウォーキンガム近くのRoyal Merchant Navy Schoolに通う。
1964年、007 ゴールドフィンガーで端役を演じる。
1965年、ミス・ワールド1965で優勝する。ただし、異論が無かったわけではない。準優勝の米国代表・Dianne Lyn BattsのプロモーターAlfred PatricelliはOttawa Citizen紙に不満を漏らした:「ダイアンの勝利は十分に予想の範囲だった。しかし5年間で3人の英国代表が優勝ってなんや。今回の出来事は莫大なリスクをともなうことになろう」。なお、主催者側スポークスマンによると、9人の審査員のうち5人がレズリーを1位とした。また、某プロモーターは英国が有利にならないよう、開催地を毎年変えたらどうかと示唆した。
男性誌Cavalcade, Cavalier, Escapadeに写真が掲載される。
ミスとしての任期の間に、後の夫であるジャズ・オルガニストのAlan Havenと出会う。ラテンパーカッションを学び、ツアーをともにする。アランとは一人の娘を儲けたのち離婚。ウェイマスに戻り、両親の近くで当時8歳の娘を育てた。2001年現在、歯科助手。